# José Mendonça dos Santos
José Mendonça dos Santos   (Mossoró, 19 de març de 1928 - Aracaju, 23 de juliol de 1997), conegut com a Dequinha, fou un futbolista brasiler.

## Selecció del Brasil
Va formar part de l'equip brasiler a la Copa del Món de 1954.

## Palmarès

### Jugador
ABC
- Campeonato Potiguar: 1947

Flamengo
- Campeonato Carioca: 1953, 1954, 1955

### Entrenador
Sergipe
- Campeonato Sergipano: 1970, 1971, 1972